# Cale (satèl·lit)
Cale (del grec Καλη) o Júpiter XXXVIII és un satèl·lit natural retrògrad irregular del planeta Júpiter. Fou descobert l'any 2001 per un equip de la Universitat de Hawaii liderat per Scott Sheppard i rebé la designació provisional de S/2001 J 8.

## Característiques
Cale té un diàmetre d'uns 2 quilòmetres, i orbita Júpiter a una distància mitjana de 22,409 milions de km en 685,324 dies, a una inclinació de 165 º a l'eclíptica (166° a l'equador de Júpiter), en una direcció retrògrada i amb una excentricitat de 0,2011.
Pertany al grup de Carme, compost pels satèl·lits irregulars retrògrads de Júpiter en òrbites entre els 23 i 24 milions de km i en una inclinació d'uns 165 °.

## Denominació
El satèl·lit deu el seu nom al personatge de la mitologia grega Cale, una de les Gràcies (Càrites) filles de Zeus, Cale era l'esposa d'Hefest segons alguns autors, tot i que Afrodita presenta aquest rol.
Rebé el nom definitiu de Cale el 22 d'octubre de 2002. Anteriorment havia tingut la designació provisional de S/2001 J 8, que indica que fou el quart satèl·lit fotografiat per primera vegada l'any 2000.